# Matías Zunino
Matías Zunino, vollständiger Name Paul Matías Zunino Escudero (* 20. April 1990 in Canelones) ist ein uruguayischer Fußballspieler.

## Karriere
Der je nach Quellenlage 1,72 Meter oder 1,86 Meter große Mittelfeldspieler steht seit der Saison 2009/10 in Montevideo beim uruguayischen Verein Danubio im Kader der Ersten Mannschaft. Ein Einsatz in der Primera División ist ausweislich der belegbaren Daten erstmals in der Clausura 2010 verzeichnet. Dies blieb sein einziges Spiel in dieser Runde. In der Clausura der Spielzeit 2010/11 absolvierte er dann neun Erstligabegegnungen. Sein erstes Ligator schoss er in der Apertura 2011, in der er nur noch viermal auflief, während er in der Saison 2012/13 14-mal berücksichtigt wurde. In der Apertura 2013 kam er in sechs Ligapartien zum Einsatz. Im Januar 2014 wechselte er auf Leihbasis zu Sud América. Bei dem ebenfalls in der uruguayischen Hauptstadt ansässigen Verein stand er bis zum Abschluss der Clausura 2014 zehnmal in der Liga auf dem Platz (kein Tor). Zur Apertura 2014 kehrte er zu Danubio zurück. Dort wurde er in der Apertura 2014 dreimal (kein Tor) in der Primera División und einmal (ein Tor) in der Copa Sudamericana 2014 eingesetzt. Mitte Januar 2015 wechselte er innerhalb der Liga zu El Tanque Sisley und bestritt sowohl in der Clausura 2015 als auch in der Apertura 2015 jeweils 14 Erstligaspiele. Dabei traf er in beiden Halbserien jeweils einmal ins gegnerische Tor. Im Januar 2016 schloss er sich Defensor Sporting an. In der Clausura 2016 absolvierte er dort elf Erstligaspiele und schoss zwei Tore. In der Zwischensaison 2016 folgten elf Erstligaeinsätze (zwei Tore). Bis zum Abschluss des Torneo Intermedio 2017 wurde er weitere 18-mal in der Liga (zwei Tore) und zweimal (kein Tor) in der Copa Sudamericana 2017 eingesetzt.